# Edouard Suenson

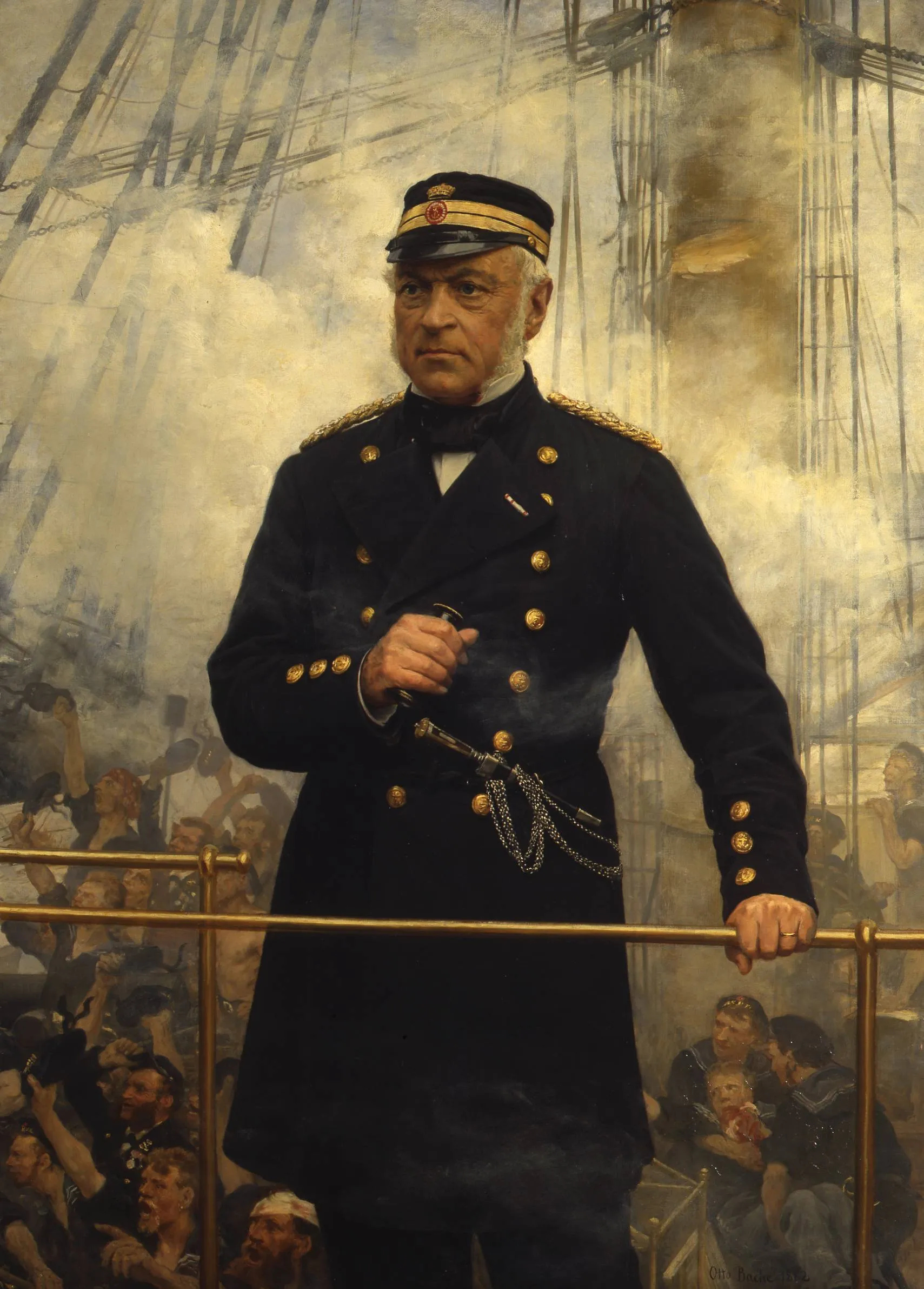
Edouard Suenson an Bord der Fregatte Niels Juel, 1864, Maler: Otto Bache

Edouard Suenson (* 13. April 1805 in Kopenhagen; † 16. Mai 1887 ebenda) war ein dänischer Vizeadmiral, der durch seine militärischen Einsätze während der Schleswig-Holsteinischen Erhebung 1848/51 und dem Deutsch-Dänischen Krieg 1863/64 bekannt wurde. Suenson wurde begraben auf Holmens Kirkegård in Kopenhagen.

## Familie
Edouard Suenson war der Sohn von Kapitän Jean Isaac Suenson (1774–1821) und seiner Ehefrau Anna Susanne, geborene Lütken (1778–1872). Er heiratete am 11. September 1837 in Kopenhagen Ottilia Uldall (* 10. Februar 1816; † 22. März 1872) die Tochter des Kapitäns, späteren Kommandeurs und Kammerherrn Johan Joachim Uldall (1777–1839) und seiner Frau Anna Christiane Nellemann (1781–1833).
Er hatte einen Sohn mit gleichem Namen Edouard Suenson (1842–1921), der Seeoffizier und Direktor bei der Großen Nordischen Telegrafengesellschaft wurde.

## Militärische Karriere
Quelle:
- 1817 Kadett
- 14. September 1823 Leutnant
- 29. Mai 1831 Oberleutnant zur See
- 13. Februar 1841 Kapitänleutnant
- 26. Februar 1850 Korvettenkapitän
- 24. September 1855 Fregattenkapitän
- 24. März 1858 Kapitän zur See
- 29. Dezember 1866 Konteradmiral
- 5. August 1880 Vizeadmiral

Nachdem er 1825/26 mit der Korvette Diana nach Dänisch-Westindien gesegelt war, bekam er die Erlaubnis in französische Dienst zu treten. Er nahm an Bord der Brigg Alcyone bei Navarino am 20. Oktober 1827 an dem französisch-russisch-englischen Flottenangriff auf die türkische Flotte teil, die vollständig vernichtet wurde.
Später diente er an Bord der Fregatte Thetis während der Expedition nach Algier 1830–1831 unter Admiral Victor Guy Duperré. Im Herbst 1831 kehrte er aus den französischen Diensten nach Hause zurück und segelte 1831/32 mit der Brigg St. Jan nach Westindien. Danach erhielt er das Kommando über die Brigg St. Croix 1836–1837. Im Jahr 1840 erhielt er das Kommando über das Dampfschiff Kiel, das für den König zur Verfügung stand. In den Jahren 1840/41 segelte er mit der Fregatte Bellona an die Ost- und Westküste Südamerikas. 1844/42 war er Kommandant des Dampfschiffes Ægir, 1846 segelte er als Kommandant mit der Brigg St. Croix nach Island und wurde 1847 Kommandant der Festung Trekroner (deu.: Drei Kronen) vor Kopenhagen.

### Schleswig-Holsteinischen Erhebung 1848/51
- 1848 Kommandant des Schoners Pilen, ein Wachschiff bei Nyborg im Großen Belt
- 1849 Kommandant der Korvette Diana, ein Wachschiff bei Helsingør
- 1850 Kommandant des Dampfschiffes Hekla im Ostsee-Geschwader. In der Bucht von Neustadt kam es am 20. und 21. Juli 1850 zu einem Gefecht mit den schleswig-holsteinischen Dampfkanonenboot Von der Tann, in dessen Verlauf die Von der Tann auf Grund lief, von ihrer Besatzung aufgegeben und in Brand gesetzt wurde. Später wurde das Schiff repariert und unter dem Namen Støren in die dänische Flotte eingegliedert.

Edouard Suenson führte am 16. August 1850 ein Gefecht zwischen den dänischen Schiffen Hekla und Løwe mit vier schleswig-holsteinischen Kanonenbooten in der Kieler Bucht.
Nach dem Krieg wurde er 1851 Mitglied der Konstruktions- und Regelungskommission und im Mai Kommandeur des Seekadettenkorps. Er bekleidete diese Stellung bis 1863 und war auch in diesem Zeitraum Kommandant der Kadettenschiffe und Korvetten Flora 1851, Valkyrien 1853, 1855 und 1857, Heimdal 1860 und der Fregatte Jylland 1862.

### Deutsch-Dänischer Krieg 1863/64
Edouard Suenson war seit dem Frühjahr 1864 Befehlshaber des dänischen Geschwaders in der Nordsee mit den Fregatten Niels Juel und Jylland und den Korvetten Dagmar und Heimdal. Ihre Aufgabe war es, deutsche Handelsschiffe im Englischen Kanal und der Nordsee aufzubringen und somit eine Seeblockade Deutschlands zu gewährleisten. Das Eindringen des mit Preußen verbündeten österreichischen Geschwaders unter dem Kommando von Wilhelm von Tegetthoff in dänische Gewässer sollte ebenfalls verhindert werden. Am 9. Mai 1864 kam es zum Seegefecht vor Helgoland gegen das österreichische Geschwader. Das Gefecht ging unentschieden aus, jedoch reklamierten später beide Seiten für sich den Sieg.
Am 15. Mai 1864 erhielt Suenson das Großkreuz des Dannebrogordens

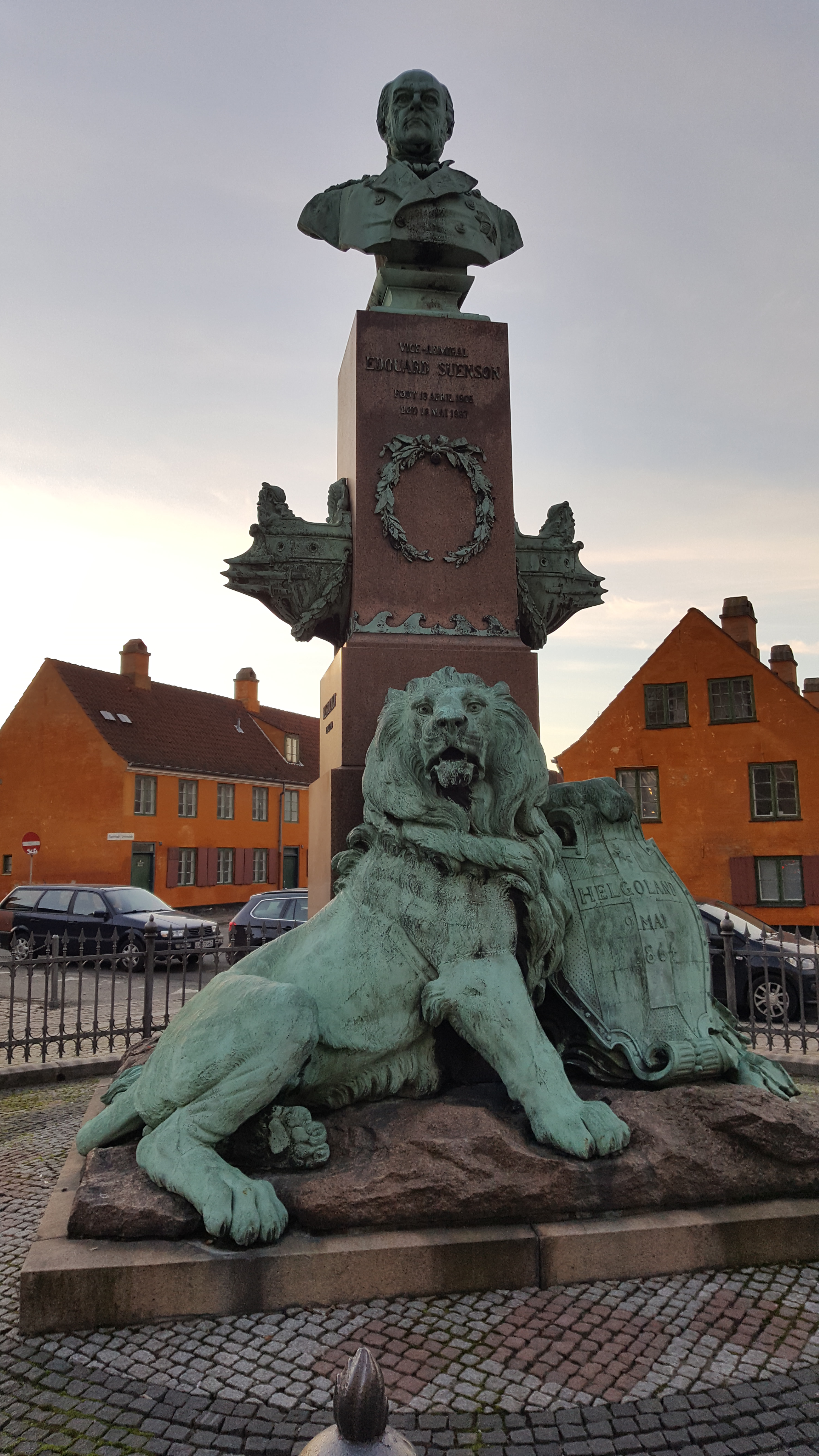
Denkmal für Edouard Suenson, Bildhauer: Theobald Stein

## Denkmal
Am 9. Mai 1889 wurde ein Denkmal für Edouard Suenson von dem Bildhauer Johan Carl Henrik Theobald Stein im alten Wohnquartier Nyboder im Stadtteil Innenstadt in Kopenhagen enthüllt.